# Best. Christmas. Ever!
Best. Christmas. Ever! è un film del 2023 diretto da Mary Lambert.

## Trama
Quando le loro famiglie vengono riunite per Natale, Charlotte cerca cerca di dimostrare che la vita della sua migliore amica Jackie non è così perfetta come può sembrare.

## Distribuzione
Il film è stato distribuito sulla piattaforma Netflix a partire dal 16 novembre 2023.